# توني وينغيت
توني وينغيت (بالإنجليزية: Tony Wingate)‏ هو لاعب كرة قدم بريطاني، ولد في 21 مارس 1955 في إيزلينغتون ‏ في المملكة المتحدة. لعب مع كولتشستر يونايتد.